# سگیسور
سِگیسور (به انگلیسی:segisaurus) دایناسوری بود که در آغاز دورهٔ ژوراسیک می‌زیست. تنها سنگوارهٔ شناخته شده از این دایناسور در سال ۱۹۹۳ در درهٔ سگی در آریزونا پیدا شده است و نام او به همین دلیل اشاره به مکان یافت شدنش دارد. این سنگواره ناقص بود. هر چند که از این دایناسور جمجه‌ای یافت نشده با این حال حدس زده می‌شود که گوشتخوار بوده است.

## توصیف
این دایناسور که از خانوادهٔ تهی‌تنان (سیلوفیسید) بود جثه‌ای لاغر و پرنده مانند داشت. او شباهت بسیاری به سیلوفیسس داشت ولی از او کوچکتر بود. سگیسور بر روی دو پا راه می‌رفت و پاها و دمی دراز داشت. او دوندهٔ سریعی بود و این خصوصیت در شکار و همچنین فرار از دست دشمنان به او کمک می‌کرد.